# Liste des aéroports en Côte d'Ivoire
Liste des aéroports en Côte d’Ivoire, par emplacements.
Pour une liste par noms d'aéroports, voir Catégorie:Aéroport en Côte d'Ivoire
| Abidjan Bouaké Korhogo Man Odienné San Pédro |

| EMPLACEMENT    | OACI | IATA | NOM DE L'AÉROPORT     |
| -------------- | ---- | ---- | --------------------- |
| Abengourou     | DIAU | OGO  | Abengourou            |
| Abidjan        | DIAP | ABJ  | Abidjan-F.-H.-Boigny  |
| Aboisso        | DIAO | ABO  | Aboisso               |
| Bocanda        | DIBC |      | Aéroport de Bocanda   |
| Bondoukou      | DIBU | BDK  | Bondoukou-Soko        |
| Bouaké         | DIBK | BYK  | Bouaké                |
| Bouna          | DIBN | BQO  | Tehini                |
| Boundiali      | DIBI | BXI  | Boundiali             |
| Dabou          | DIDB |      | Aéroport de Dabou     |
| Daloa          | DIDL | DJO  | Daloa                 |
| Dimbokro       | DIDK | DIM  | Dimbokro              |
| Divo           | DIDV | DIV  | Divo                  |
| Ferkessédougou | DIFK | FEK  | Ferkessédougou        |
| Gagnoa         | DIGA | GGN  | Gagnoa                |
| Grand-Béréby   | DIGN | BBV  | Grand-Béréby-Nero-Mer |
| Guiglo         | DIGL | GGO  | Guiglo                |
| Katiola        |      | KTC  | Katiola               |
| Korhogo        | DIKO | HGO  | Korhogo               |
| Man            | DIMN | MJC  | Man (Côte d'Ivoire)   |
| Odienné        | DIOD | KEO  | Odienné               |
| Ouango Fitini  | DIOF | OFI  | Ouango Fitini         |
| San-Pédro      | DISP | SPY  | San Pédro             |
| Sassandra      | DISS | ZSS  | Sassandra             |
| Séguéla        | DISG | SEO  | Séguéla               |
| Tabou          | DITB | TXU  | Tabou                 |
| Touba          | DITM | TOZ  | Touba                 |
| Yamoussoukro   | DIYO | ASK  | Yamoussoukro          |